# Biskupi mecheleńscy
Biskupi mecheleńscy – lista biskupów pełniących swoją posługę w archidiecezji mecheleńskiej, a od 1961 archidiecezji mecheleńsko-brukselskiej.

## Archidiecezja mecheleńska (1559-1961)

### Biskupi diecezjalni
| L.p. | Lata rządów | Imię i nazwisko                              | Uwagi                             |
| ---- | ----------- | -------------------------------------------- | --------------------------------- |
| 1.   | 1561-1582   | kard. Antonius Perrenot de Granvelle         |                                   |
| 2.   | 1583-1589   | abp Joannes Hauchin                          |                                   |
| *    | 1589-1596   | bp Henricus Cuyckius                         | wikariusz generalny archidiecezji |
| 3.   | 1596-1620   | abp Matthias Hovius                          |                                   |
| *    | 1620-1621   | ks. Petrus van de Wiele                      | wikariusz generalny archidiecezji |
| 4.   | 1621-1655   | abp Jacobus Boonen                           |                                   |
| *    | 1655-1657   | ks. Joannes Le Roy                           | wikariusz generalny archidiecezji |
| *    | 1656-1657   | ks. Amatus Coriache                          | wikariusz generalny archidiecezji |
| 5.   | 1657-1666   | abp Andreas Creusen                          |                                   |
| *    | 1666-1668   | ks. Amatus Coriache                          | wikariusz generalny archidiecezji |
| 6.   | 1668-1668   | abp Joannes Wachtendonck                     |                                   |
| *    | 1668-1671   | ks. Amatus Coriache                          | wikariusz generalny archidiecezji |
| 7.   | 1671-1689   | abp Alphonsus de Berghes                     |                                   |
| *    | 1689-1690   | ks. Philippus Erardus van der Noot           | wikariusz generalny archidiecezji |
| 8.   | 1690-1711   | abp Humbertus Wilhelmus de Precipiano        |                                   |
| *    | 1711-1716   | ks. Amatus-Ignatius Coriache                 | wikariusz generalny archidiecezji |
| 9.   | 1716-1759   | kard. Thomas-Philippus d'Alsace et de Boussu |                                   |
| 10.  | 1759-1801   | kard. Joannes-Henricus von Frankenberg       |                                   |
| 11.  | 1802-1809   | abp Joannes-Armandus de Roquelaure           |                                   |
| *    | 1809-1817   | sede vacante                                 |                                   |
| 12.  | 1817-1831   | abp Franciscus-Antonius de Méan              |                                   |
| 13.  | 1832-1867   | kard. Engelbertus Sterckx                    | Prymas Belgii                     |
| 14.  | 1867-1883   | kard. Victor-Augustus Dechamps               | Prymas Belgii                     |
| 15.  | 1884-1906   | kard. Pierre-Lambert Goossens                | Prymas Belgii                     |
| 16.  | 1906-1926   | kard. Désiré-Joseph Mercier                  | Prymas Belgii                     |
| 17.  | 1926-1961   | kard. Joseph-Ernest van Roey                 | Prymas Belgii                     |

### Biskupi pomocniczy
- 1751-1756: abp Christoph Anton von Migazzi von Waal und Sonnenthurn, koadiutor
- 1562–1569: bp Pepinus Roosen
- 1570–1579: bp Ghislenus de Vroede
- 1868–1893: bp Charles André Anthonis
- 1879–1909: abp Victor van den Branden de Reeth
- 1893–1908: bp Joseph van der Stappen
- 1907-1941: bp Ludovic Joseph Legraive
- 1909-1932: bp Antoine Alphonse de Wachter
- 1930-1950: bp Joannes van Cauwenbergh
- 1934-1945: bp Stefane Carton de Wiart
- 1945-1961: bp Leo Jozef Suenens
- 1950-1952: bp Emiel-Jozef De Smedt
- 1952-1961: bp Paul Constant Schoenmaekers
- 1954-1961: bp Honoraat Maria van Waeyenbergh

## Archidiecezja mecheleńsko-brukselska (od 1961)

### Arcybiskupi metropolici
| L.p. | Lata rządów | Imię i nazwisko          | Uwagi         |
| ---- | ----------- | ------------------------ | ------------- |
| 18.  | 1962-1979   | kard. Leo Jozef Suenens  | Prymas Belgii |
| 19.  | 1980-2010   | kard. Godfried Danneels  | Prymas Belgii |
| 20.  | 2010-2015   | abp André-Joseph Léonard | Prymas Belgii |
| 21.  | 2015-2023   | kard. Josef De Kesel     | Prymas Belgii |
| 22   | od 2023     | abp Luc Terlinden        | Prymas Belgii |

### Biskupi pomocniczy
- 1961-1986: bp Paul Constant Schoenmaekers
- 1961-1971: bp Honoraat Maria van Waeyenbergh
- 1982-2002: bp Paul Lanneau
- 1982-2002: bp Luc Alfons De Hovre, SJ
- 1982-2010: bp Rémy Vancottem
- 1987-2009: bp Jan De Bie
- 2002-2010: bp Josef De Kesel
- 2011-2023: bp Jean-Luc Hudsyn
- od 2011: bp Jean Kockerols
- 2011-2017: bp Léon Lemmens
- od 2018: bp Koenraad Vanhoutte